# Classe Sverdlov
La classe Sverdlov (en russe : Свердлов) est une classe de croiseurs construits par l'URSS entre 1949 et 1955.

## Conception
Les croiseurs de la classe Sverdlov sont les derniers croiseurs conventionnels construits par l'URSS. Ils étaient censés venir combler le manque de gros bâtiments dans la marine soviétique à la fin des années 1940. Leur période de construction correspondant à la transition entre l'ère du canon et celle du missile, les dernières unités de la classe reçurent un armement sensiblement modifié.

## Armement
L'armement de base est constitué de 12 canons de 152 mm en tourelles triples, de 12 canons de 100 mm en tourelles doubles et de 8 tourelles doubles de 37 mm. Sur le Djerjinski, l'une des tourelles arrière est remplacée par un lanceur de missile mer-air S-75 Dvina, tandis que sur les Amiral Seniavine et Jdanov il faut attendre 1972 pour que la même tourelle soit remplacée par un lanceur 9K33 Osa.

## Unités de la classe
La construction de quatorze navires fut menée à bien, tandis que trois autres bâtiments furent annulés lors des réorganisations consécutives à l'arrivée au pouvoir de Nikita Khrouchtchev.
Le Mikhail Koutouzov, mis hors service en 2000, a été préservé pour devenir un navire musée à Novorossiïsk.